# 涑水紀聞
『涑水紀聞』（そくすいきぶん）は、中国・北宋代の文人・政治家である司馬光（1019年 - 1086年）が撰した、北宋の逸事を著録した書物である。書名中の「涑水」は、撰者である司馬光の出身地である陝州夏県（現在の山西省運城市夏県）涑水郷にある地名である。

## 概要
収録記事の下限は、熙寧10年（1077年）であるので、それ以後に編撰されたものと推定できる。皇帝の治世では、太祖の代から神宗代までを含んでいる。また、記事内容には、天下国家に関することから、巷の些事までを含んでいる。各条には、その事項を聞き及んだ人物の名が記されている。
本書の成立は、『資治通鑑後紀』撰述のための資料として逸事を蒐集したのが、その始まりとされる。北宋研究の一次資料となるものである。

## 版本
- 『四庫全書』所収本 - 16巻